# Jauan Jennings
Bennie Jauan Jennings (geboren am 10. Juli 1997 in Cowan, Tennessee) ist ein US-amerikanischer American-Football-Spieler auf der Position des Wide Receivers. Er spielt für die San Francisco 49ers in der National Football League. Zuvor spielte er College Football für Tennessee und wurde von den San Francisco 49ers in der siebten Runde im NFL Draft 2020 ausgewählt.

## Frühe Jahre
Jennings besuchte die Blackman High School in Murfreesboro, Tennessee und spielte dort als Quarterback. Er wurde als Vier-Sterne-Rekrut ausgezeichnet und entschied sich für die Tennessee Volunteers der University of Tennessee College Football zu spielen, obwohl er auch Angebote von Alabama, Auburn, Louisville, Ohio State, Penn State und Virginia erhielt.

## College
Jennings spielte von 2015 bis 2019 für die Tennessee Volunteers und wechselte dort auf die Position des Wide Receivers.
In seiner ersten Saison konnte er direkt in seinem Debüt drei Pässe für 56 Yards beim 59:30-Sieg gegen Bowling Green fangen. Außerdem konnte er bei der 27:28-Niederlage gegen den Rivalen Florida bei einem Trickspielzug einen 58 Yard-Touchdown auf Joshua Dobbs werfen.
2016 konnte er seine Rolle in der Offense weiter ausbauen. So fing er beim 38:28-Sieg gegen Florida mit sieben Pässen für 113 Yards erstmals Pässe für mehr als 100 Yards. Dieser Sieg gegen Florida war der erste Sieg von Tennessee gegen Florida seit 2004. Später konnte er beim Spiel gegen Georgia die spielentscheidende Hail Mary fangen, sodass Tennessee mit 34:31 gewann. Er beendete die Saison mit 40 gefangenen Pässen für 580 Yards und sieben Touchdowns.
In der Saison 2017 konnte er aufgrund einer Handgelenksverletzung nur ein Spiel bestreiten. Später wurde er vom Interims Head Coach Brady Hoke aus dem Team geworfen. Für die nächste Saison wurde er vom neuen Head Coach Jeremy Pruitt wieder in das Team aufgenommen. Aufgrund seiner Verletzung bekam er ein Redshirt, um ein Jahr länger die Spielberechtigung am College zu erhalten. In der Saison 2018 konnte er in elf Spielen 30 Pässe für 438 Yards und drei Touchdowns fangen.
In seiner letzten Saison war Jennings ein wichtiger Bestandteil der Offense. Er konnte in vier Spielen mindestens 100 Yards Raumgewinn erzielen, sein bestes Spiel hatte er gegen South Carolina. Dort konnte er sieben Pässe für 174 Yards und zwei Touchdowns fangen. Er beendete die Saison mit 59 gefangenen Pässen für 969 Yards und acht Touchdowns.

### Statistiken
| Jauan Jennings               | Jauan Jennings | Jauan Jennings | Passspiel | Passspiel | Passspiel | Passspiel | Laufspiel | Laufspiel | Laufspiel | Laufspiel |
| Saison                       | Team           | Spiele         | Rec       | Yds       | Avg       | TD        | Att       | Yds       | Avg       | TD        |
| ---------------------------- | -------------- | -------------- | --------- | --------- | --------- | --------- | --------- | --------- | --------- | --------- |
| 2015                         | Tennessee      | 10             | 14        | 149       | 10,6      | 0         | 7         | 15        | 2,1       | 0         |
| 2016                         | Tennessee      | 13             | 40        | 580       | 14,5      | 7         | 5         | 27        | 5,4       | 0         |
| 2017                         | Tennessee      | 1              | 3         | 17        | 5,7       | 0         | 0         | 0         | 0,0       | 0         |
| 2018                         | Tennessee      | 11             | 30        | 438       | 14,6      | 3         | 0         | 0         | 0,0       | 0         |
| 2019                         | Tennessee      | 13             | 59        | 969       | 16,4      | 8         | 13        | 51        | 3,9       | 1         |
| Karriere                     | Tennessee      | 48             | 146       | 2.153     | 14,7      | 18        | 25        | 93        | 3,7       | 1         |
| Quelle: sports-reference.com |                |                |           |           |           |           |           |           |           |           |

## NFL
Jennings wurde von den San Francisco 49ers in der siebten Runde mit dem 217. Pick im NFL Draft 2020 ausgewählt, dies lag vor allem an seinem 40 Yard Dash, wo er nicht überzeugen konnte. Er wurde im Rahmen der finalen Kaderverkleinerung entlassen und am nächsten Tag in das Practice Squad der 49ers aufgenommen. Am 24. Oktober 2020 wurde er auf die Injured Reserve List gesetzt, von der er nicht mehr aktiviert wurde. Am 4. Januar 2021 unterschrieb er einen neuen Einjahresvertrag.
Am zweiten Spieltag der Saison 2021 konnte er beim 17:11-Sieg gegen die Philadelphia Eagles seinen ersten Touchdown in der NFL fangen. Während der Saison konnte er sich als dritter Receiver hinter Deebo Samuel und Brandon Aiyuk etablieren. Sein bestes Spiel hatte er am letzten Spieltag beim 27:24-Sieg gegen die Los Angeles Rams. Dort konnte er sechs Pässe für 94 Yards und zwei Touchdowns fangen, darunter den entscheidenden Touchdown, durch den das Spiel in Overtime ging. Er beendete die Saison mit 24 gefangenen Pässen für 282 Yards und fünf Touchdowns und erreichte mit den 49ers die Playoffs. In der ersten Runde besiegten sie die Dallas Cowboys mit 23:17. Beim nächsten Spiel gegen die Green Bay Packers konnte Jennings nur einen Pass für sechs Yards fangen, die 49ers siegten mit 13:10 und zogen in das NFC Championship Game ein. Dort traf man auf die Los Angeles Rams und verlor mit 17:20, dabei fang Jennings zwei Pässe für acht Yards.
Am 19. April 2022 unterschrieb er als Exclusive Rights Free Agent einen neuen Einjahresvertrag. Am 28. Februar 2023 unterbreiteten die 49ers Jennings ein Angebot für exklusive Rechte, welches er im April annahm.